# Gian Filippo Reali
Gian Filippo Reali (Cologno Monzese, 29 giugno 1951) è un allenatore di calcio ed ex calciatore italiano, di ruolo difensore.

## Caratteristiche tecniche
Impiegato per la maggior parte della carriera come terzino, nelle sue ultime stagioni è stato schierato come libero.

## Carriera
Cresce tra le file del Monza, società con cui debutta in Serie B e disputa quattro stagioni, di cui le prime tre fra i cadetti e l'ultima in Serie C. Nel 1974 torna in cadetteria per vestire la maglia dell'Avellino: con gli irpini resta per cinque stagioni, diventando insieme al capitano Adriano Lombardi uno dei leader della squadra, e contribuisce alla prima promozione dei lupi in Serie A, nel campionato 1977-1978. Riconfermato anche nella massima serie, vi esordisce il 1º ottobre 1978 nella trasferta sul campo del Milan, totalizzando 28 presenze e una rete.
Nell'estate del 1979, contro la sua volontà, viene ceduto da Antonio Sibilia all'Atalanta, dove disputa un campionato di Serie B e l'inizio del successivo torneo; nell'ottobre del 1980 torna in Serie A, acquistato dalla Fiorentina, con cui disputa altri 12 incontri in massima serie.
L'anno successivo va alla SPAL in Serie B, in una stagione chiusa dai ferraresi con la retrocessione. Prosegue la carriera fra Serie C1 e Serie C2 con Casertana e Piacenza. Con la casacca degli emiliani ottiene una promozione dalla Serie C2 alla Serie C1 con i galloni di capitano, mentre è riserva di Giorgio Mastropasqua la stagione successiva, in cui il Piacenza vede sfumare la Serie B dopo uno spareggio contro il Lanerossi Vicenza.
In carriera ha totalizzato complessivamente 40 presenze in Serie A, con una rete in occasione del pareggio interno dell'Avellino con la Fiorentina nella stagione 1978-1979, e 300 presenze e 3 reti in Serie B.

## Dopo il ritiro
Appese le scarpette al chiodo, entra nella dirigenza del Sarnico, squadra dilettantistica del Bergamasco. Si occupa poi di una scuola calcio a Vimodrone e contemporaneamente inizia l'attività di assicuratore.
Nella primavera del 1986 viene coinvolto nello scandalo del Totonero-bis, con l'accusa di aver collaborato con Armando Carbone e di aver ricevuto somme di denaro dal presidente del Vicenza Dario Maraschin per contribuire alla vittoria dei veneti nello spareggio contro il Piacenza. Incriminato per illecito sportivo, subisce una squalifica di tre anni e nove mesi.
Dopo aver allenato gli Allievi dell'Atalanta, allena a livello dilettantistico alcune squadre lombarde (Sasd e Cavenago).
Nell'ottobre del 2011 viene nominato supervisore del settore giovanile del Città di Cologno.

## Palmarès

### Giocatore

#### Competizioni nazionali
- Coppa Italia Semiprofessionisti: 1

Monza: 1973-1974